# Japan op de Olympische Winterspelen 1952
Tijdens de Olympische Winterspelen van 1952, die in Oslo (Noorwegen) werden gehouden, nam Japan voor de vierde keer deel.

## Deelnemers en resultaten

### Alpineskiën
| Olympiër         | Discipline       | Resultaat | Prestatie                              |
| ---------------- | ---------------- | --------- | -------------------------------------- |
| Chiharu Igaya    | afdaling (m)     | 24e       | 2.45,0 (+14,2)                         |
| Chiharu Igaya    | reuzenslalom (m) | 20e       | 2.36,1 (+11,1)                         |
| Chiharu Igaya    | slalom (m)       | 11e       | 2.05,7 (+5,7) 1.02,6+1.03,1            |
| Hisashi Mizugami | afdaling (m)     | dq        | diskwalificatie                        |
| Hisashi Mizugami | reuzenslalom (m) | 26e       | 2.40,1 (+15,1)                         |
| Hisashi Mizugami | slalom (m)       | r1: 52e   | 2e run niet startgerechtigd 1.12,8+dns |

### Langlaufen
| Olympiër         | Discipline | Resultaat | Prestatie        |
| ---------------- | ---------- | --------- | ---------------- |
| Ryoichi Fujisawa | 18 km (m)  | 61e       | 1:14.41 (+13.07) |
| Kenichi Yamamoto | 18 km (m)  | 22e       | 1:08.49 (+7.15)  |

### Noordse combinatie
| Olympiër         | Discipline | Resultaat | Prestatie                                                              |
| ---------------- | ---------- | --------- | ---------------------------------------------------------------------- |
| Ryoichi Fujisawa | mannen     | 14e       | 396,33 punten schans: 201,0 (61,5+59,5+63,0 m) 18 km: 195,33 (1:14.41) |

### Schaatsen
| Olympiër             | Discipline   | Resultaat | Prestatie         |
| -------------------- | ------------ | --------- | ----------------- |
| Masanori Aoki        | 500 m (m)    | 12e       | 44,8 (+1,6)       |
| Masanori Aoki        | 1500 m (m)   | 23e       | 2.26,9 (+6,5)     |
| Yoshiyasu Gomi       | 5000 m (m)   | 10e       | 8.38,6 (+28,0)    |
| Yoshiyasu Gomi       | 10.000 m (m) | 14e       | 17.53,0 (+1.07,2) |
| Sukenobu Kudo        | 500 m (m)    | 15e       | 44,9 (+1,7)       |
| Sukenobu Kudo        | 1500 m (m)   | 33e       | 2.31,6 (+11,2)    |
| Tsuneo Sato          | 500 m (m)    | 18e       | 45,2 (+2,0)       |
| Tsuneo Sato          | 1500 m (m)   | 11e       | 2.23,9 (+3,5)     |
| Kazuhiko Sugawara    | 5000 m (m)   | 15e       | 8.44,4 (+33,8)    |
| Kazuhiko Sugawara    | 10.000 m (m) | 7e        | 17.34,0 (+48,2)   |
| Kiyotaka Takabayashi | 500 m (m)    | 6e        | 44,1 (+0,9)       |
| Kiyotaka Takabayashi | 1500 m (m)   | 34e       | 2.32,0 (+11,6)    |

### Schansspringen
| Olympiër          | Discipline | Resultaat | Prestatie                  |
| ----------------- | ---------- | --------- | -------------------------- |
| Tatsuo Watanabe   | mannen     | 27e       | 189,0 punten (59,0+59,0 m) |
| Ryoichi Fujisawa  | mannen     | 34e       | 183,5 punten (57,5+55,5 m) |
| Hiroshi Yoshizawa | mannen     | 36e       | 182,5 punten (59,5+56,5 m) |
| Kozo Kawashima    | mannen     | 42e       | 148,0 punten (59,5+56,0 m) |

Argentinië · Australië · België · Bulgarije · Canada · Chili · Denemarken · Duitsland · Finland · Frankrijk · Griekenland · Groot-Brittannië · Hongarije · IJsland · Italië · Japan · Joegoslavië · Libanon · Nederland · Nieuw-Zeeland · Noorwegen · Oostenrijk · Polen · Portugal · Roemenië · Spanje · Tsjecho-Slowakije · Verenigde Staten · Zweden · Zwitserland